# Pénalité (rugby à XIII)
 (mars 2023).
Si vous disposez d'ouvrages ou d'articles de référence ou si vous connaissez des sites web de qualité traitant du thème abordé ici, merci de compléter l'article en donnant les références utiles à sa vérifiabilité et en les liant à la section « Notes et références ».

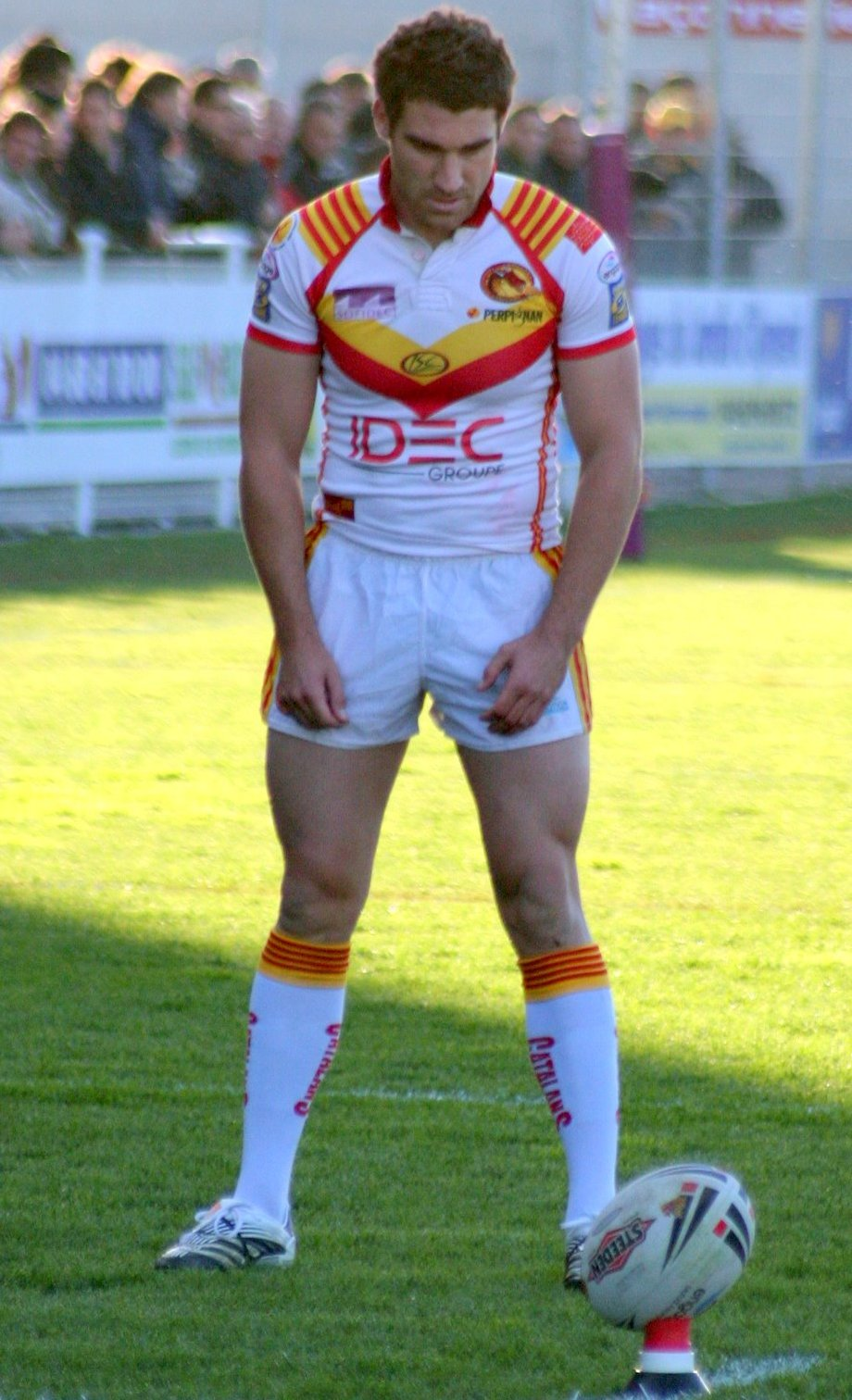
Thomas Bosc prêt à tenter une pénalité (2008).

Au rugby à XIII, une pénalité est donnée par l'arbitre pour sanctionner les actions de jeu contraires à l'esprit du règlement et non conformes aux règles. Les principales fautes sanctionnées par une pénalité sont :
- Le hors-jeu.
- Le tenu mal réalisé ou ralenti.
- Les brutalités.

Cette sanction donnée contre une équipe ou contre un joueur peut-être exploitée par l'adversaire de plusieurs façons :
- Tentative de coup de pied pour marquer des points (valeur 3 points).
- Recherche de gain de terrain en direction de la ligne de but adverse.
- Entrée en possession de la balle.